# Strijkkwartet nr. 5 (Villa-Lobos)
Heitor Villa-Lobos componeerde zijn Strijkkwartet nr.5 in São Paulo in 1931; hij noemde het nr.1 van de populaire kwartetten. Hij componeerde dit strijkkwartet terwijl hij bezig was met zijn serie Bachianas brasileiras en wel de nrs. 1, 2 en 4. Deze nummer 5 vormt een eenling binnen het door de componist geliefde genre. De eerste vier kwartetten waren snel achter elkaar geschreven (1915-1917); dan na veertien jaar nr. 5 en hij zou pas na 7 jaar aan nummer 6 beginnen. De bijtitel populair werd gegeven omdat het werk een mix is van klassieke muziek en Braziliaanse volksmelodieën en –dansen, bijvoorbeeld de modinho. Het werk staat bol van de polyritmiek en is enigszins nationalistisch gezien het Braziliaanse karakter. Het kwartet mag dan populair als bijtitel hebben; het verschil tussen datum voltooiing en première is opvallend (acht jaar!).

## Delen
1. Poco andantino
2. Vivo ed energico
3. Andantino
4. Allegro

## Bron en discografie
- Uitgave Brilliant Classics: Cuarteto Latinoamericano
- Uitgave Naxos: Danubius Kwartet

Strijkkwartet nr. 1 · Strijkkwartet nr. 2 · Strijkkwartet nr. 3 · Strijkkwartet nr. 4 · Strijkkwartet nr. 5 · Strijkkwartet nr. 6 · Strijkkwartet nr. 7 · Strijkkwartet nr. 8 · Strijkkwartet nr. 9 · Strijkkwartet nr. 10 · Strijkkwartet nr. 11 · Strijkkwartet nr. 12 · Strijkkwartet nr. 13 · Strijkkwartet nr. 14 · Strijkkwartet nr. 15 · Strijkkwartet nr. 16 · Strijkkwartet nr. 17